# Pride (film, 2014)
Pour les articles homonymes, voir Pride (homonymie).
Pour plus de détails, voir Fiche technique et Distribution.
Pride, ou Pride : Une rencontre improbable au Québec, est un film britannique réalisé par Matthew Warchus, sorti en 2014. Il s'agit d'une comédie dramatique historique racontant l'alliance entre un groupe d'activistes gay et lesbien porté par Mark Ashton, à Londres, qui ont réuni des fonds pour aider les familles touchées par la grève des mineurs britanniques de 1984-1985, au début de ce qui allait devenir la campagne de Lesbians and Gays Support the Miners (LGSM).
Le film a été très bien accueilli par le public et la presse et a reçu plusieurs prix.
Présenté en séance spéciale de la Quinzaine des réalisateurs au Festival de Cannes 2014, il remporte la Queer Palm. Le film est également lauréat d'autres récompenses, dont le prix du public au festival international du film de Flandre-Gand et le prix du meilleur film aux British Independent Film Awards 2014.

## Synopsis
C'est lorsqu'il regarde la télévision, dont le sujet porte sur la grève des mineurs que vient l'idée à Mark Ashton, jeune militant gay, de les soutenir. Il récupère alors des seaux qu'il confie à ses amis à la gay pride de Londres de 1984. C'est ici que commence la collecte de fonds en soutien aux mineurs. C'est à cette marche des fiertés que Joe, qui vient de fêter ses 18 ans et qui se rend à sa première gay pride, rencontre les autres membres du futur groupe Lesbians and Gays Support the Miners.
Avec les fonds récoltés, ils souhaitent aider les mineurs dans leur grève. Après plusieurs dizaines de refus de leur aide de la part de différents groupes de mineurs, par simple homophobie, LGSM réussit à s'associer aux mineurs de la ville de Onllwyn, un petit village minier de la Dulais Valley (en) du Pays de Galles. Après leur échange téléphonique, ils rencontrent le leader des mineurs du village, Dai, à Londres. Lors de cette rencontre, ce dernier apprend ce que « LGSM » signifie, et donne un discours dans un bar gay de Londres, remerciant la communauté gay et lesbienne pour leur soutien, et est applaudi par le public.
Quelques jours plus tard, à Onllwyn, le comité débat pour décider s'ils invitent LGSM à Onllwyn, ce qui est accepté. L'accueil réservé à LGSM est beaucoup plus froid, Mark donne un discours face à un public bien moins (voire pas) réceptif. Le soir, tous entassés dans le salon de Dai et de Margaret, sa femme, le groupe se demande s'il vaut mieux rester ou partir. Tous décident finalement de rester.
Le lendemain, certaines personnes du village font visiter la campagne galloise au groupe LGSM. Au cours de cette sortie, Mark et Dai discutent de l'importance de solidarité, de se battre main dans la main pour les combats sociaux. Lors de leur visite, le groupe apprend leurs droits vis-à-vis de la police, aux membres du village qui les accompagnent, leur apprenant notamment que la police n'a pas le droit de garder les mineurs en garde à vue sans motif. Siân part tout de suite après ces révélations au poste de police pour faire libérer les mineurs.
Les mineurs finissent par accepter et apprécier le groupe LGSM. L'un des mineurs tout juste sortis de garde à vue leur offre une bière en guise de remerciement, Hefina pousse les mineurs à se mélanger au groupe LGSM. Il s'ensuit une scène de danse portée par Jonathan.
Puis le groupe rentre à Londres.
LGSM revient à Onllwyn après Noël, le gouvernement tente de pousser les grévistes à mettre fin à la grève, en diminuant leurs allocations, leur faisant des promesses. Mark leur promet de faire encore plus, pour les aider et les soutenir. Gethin, originaire du Pays de Galles, est présent pour ce voyage-ci, et décide d'aller voir sa mère, avec qui il n'a plus de contact depuis 16 ans. À la suite de ce voyage, Maureen, qui n'accepte pas la présence de personnes homosexuelles, décide de contacter la presse pour leur parler du rôle de LGSM au cours de la grève dans leur village, en sort un article se moquant de cette alliance entre les mineurs et les personnes homosexuelles.
De retour à Londres, dans leur QG, la librairie de Gethin, Gay's the Word, une personne lance à travers la vitre, une brique emballée dans un journal avec l'article en question. Après cela, Mark a l'idée d'organiser un concert caritatif « Pits and perverts ». Le concert permet de récolter une énorme somme pour la cause des mineurs. À ce concert se rendent certaines personnes du village, dont Dai. Le lendemain du concert doit avoir lieu un vote pour décider si la communauté minière du village doit continuer d'accepter le soutien, et d'être associée à LGSM. Le jour même, le vote est avancé de 3 h, et sachant une partie des personnes impliquées absentes, le comité vote contre l'acceptation de l'aide de LGSM.
La fin de l'association entre le groupe de mineurs et LGSM dévastent ces derniers. Gethin refuse d'arrêter, se fait agresser dans la rue et est transporté à l'hôpital. Mark abandonne le groupe, envoyant balader Mike. Quant à Joe, ses parents ont découvert son secret en découvrant les photos de LGSM qu'il prenait, imprimait et cachait dans un livre. Ses parents décident donc de l'isoler de ses amis.
Peu de temps après, les mineurs retournent à la mine, après une année de grève. Joe se rend sur place en soutien aux mineurs, où il rencontre Mark. Le lendemain il est ramené chez lui par Siân, avant de décider qu'il vaut mieux qu'il parte de chez ses parents.
Les membres de LGSM, alors en préparation de la marche des fiertés de 1985, voient Mark revenir pour s'excuser auprès du groupe. Le groupe est rejoint par plusieurs dizaines de mineurs, à leur tour venus les soutenir dans leur combat.

## Analyse

### Contexte historique: les années 1980 au Royaume-Uni

#### Situation politique
En 1979, Margaret Thatcher, à la tête du parti conservateur britannique, arrive au pouvoir en devenant première ministre. Avec elle débute une politique économique libérale, et anti-social. Son objectif premier est de limiter les dépenses de l'État au maximum, notamment en se désengageant de la production industrielle. Le gouvernement de Thatcher s'attaque également aux avancées sociales en affaiblissant les syndicats. Il tente particulièrement d'épuiser l'Union Nationale des Mineurs, qui est la plus puissante d'Europe avec ses quelque 80 000 mineurs syndiqués. En 1980, notamment est voté l'Employment act, qui réglemente la grève dans le pays. Au début de la décennie, elle et son gouvernement soutiennent le projet de la Commission Nationale du Charbon de fermer des mines, ce qui mettrait au chômage plusieurs milliers de personnes, qui mène à la grève des mineurs britanniques de 1984-1985, l'une des plus longues de l'histoire du Royaume-Uni. Les résultats de sa politique libérale ont été une augmentation des écarts de richesse, avec une pauvreté et précarité au travail qui s'est aggravée.

#### Communauté queer
Au Royaume-Uni, les relations entre deux personnes de même sexe ont longtemps été réprimées. La première loi interdisant les relations sexuelles entre deux personnes de même sexe a été établie au début des années 1500 au Royaume-Uni sous Henry VIII. Cette loi est restée active au sein du pays durant plusieurs siècle. Ce n'est qu'en 1967, après 10 ans de débat au Parlement et plusieurs décennies de combat par la population, qu'est voté le Sex Offences Act, qui autorise certaines relations homosexuelles, mais sous plusieurs conditions : cette loi était valable uniquement en Angleterre et au Pays de Galle, et uniquement pour les personnes de plus de 21 ans. Les relations homosexuelles devaient être uniquement privées, et ne pas être abordée ou discutées en public. Malgré cette légalisation des relations homosexuelles, les couples de personnes de mêmes sexes n'étaient pas reconnus comme tel. La loi reconnaissant l'union entre deux personnes de même sexe au Royaume-Uni n'est adoptée qu'en 2005. De plus, la légalisation du mariage entre deux personnes de même sexes n'arrive qu'entre 2013 (Angleterre et Pays de Galles) et 2020 (Irlande du Nord) au Royaume-Uni, au sein des différents territoires du Royaume-Uni
Dans les années 1980, le Royaume-Uni comme de nombreux autres pays fait face à une épidémie du SIDA, une maladie découverte pour la première fois par les scientifiques entre 1981 (première alerte aux États-Unis) et 1983 (découverte du virus). Parmi les premières victimes de ce virus se trouvait les hommes homosexuels (ou plus précisément les hommes ayant des relations sexuelles avec d'autres hommes). L'une des difficultés à laquelle fait face la communauté LGBTQ+ (majoritairement touchée dans les pays occidentaux) est l'absence d'actions prises par les différents gouvernements, que ce soit en Amérique du Nord ou en Europe. Aux États-Unis, le président Reagan n'a abordé le sujet en public qu'en 1987, lors d'un discours, alors que l'épidémie avait démarré plusieurs années auparavant. Les gouvernements ne considéraient pas cette maladie comme étant un problème à régler d'urgence, et ne fournissaient les moyens nécessaires à la recherche médicale pour travailler sur un traitement et un vaccin, laissant le virus faire toujours plus de victimes. Malgré l'arrivée d'un traitement en 1987, accessible principalement aux pays occidentaux, le SIDA reste l'une des principales causes de mortalité aux États-Unis dans les années 1990. À ce jour, plus de 40 ans après que les premières personnes aient été touchée par le virus, nous ne disposons toujours pas de vaccin, et un million de personnes meurent chaque année du SIDA.

### Le film

#### Symbole de solidarité
Le film retrace un fait historique, il permet donc de se remémorer cette période, à la fois les attaques du gouvernement de Thatcher envers certaines communautés - ici les mineurs et les personnes LGBTQ+ -, mais également le combat et la résistance de ces communautés. De cette résistance commune est née une solidarité. Cette solidarité est tout le sujet du film, de se battre ensemble main dans la main envers un seul et même ennemis. Mark et Dai semblent partager cette importance de la solidarité au sein des communautés et même plus globalement de la population. Nous pouvons les voir discuter de cette question de solidarité, de combat sociaux qui ne se limitent à ceux qui le touchent personnellement, mais à ceux des personnes comme lui, agressées par le gouvernement, que ça soit physiquement ou bien à travers des réformes et lois. Si Mark a choisi de les soutenir dans leur combat, c'est parce qu'il s'oppose à toute forme d'oppression, en tant qu'homme gay, c'est quelque chose qu'il vit et donc il se bat non seulement pour ses droits, pour ne plus être sous cette oppression, mais également pour que les autres communautés et minorités en soient libérées. Tous les combats sont importants, doivent être adressés, pour le bien-être social. Soutenir d'autres communauté est un moyen de montrer au gouvernement qu'il ne doit pas considérer qu'il peut tout faire, que la population, par l'entraide et la solidarité peut se battre en s'alliant. Comme l'affirme Dai lors de son discours au bar, c'est contre un ennemis puissant qu'ils se battent et avoir des alliés peut être ce qui change la donne.
Représenter cet évènement dans un film permet également la transmission. Il s'agit de transmettre l'histoire des mineurs qui ont été cruciaux dans la vie du pays à l'époque, de transmettre l'histoire de la communauté queer, de transmettre l'histoire du Royaume-Uni, car rappelons-le, cela s'est déroulé durant l'une des plus importantes grèves de l'histoire du Royaume-Uni. Le film permet à de nombreuses personnes qui découvrent le film d'apprendre en même temps qui étaient le groupe Lesbians and Gays Support the Miners, et le contexte de ce qui se passait au Royaume-Uni à cette époque-là.

#### Héritage
L'impact du groupe Lesbians and Gays Support the Miners est tel, qu'en 2015 s'est formé à Londres un nouveau groupe LGSM, Lesbians and Gays Support the Migrants. La création de ce groupe s'est faite à la suite de la sortie du film inspiré par l'histoire de ces communautés en 1984. Lesbians and Gays Support the Migrants est également motivé par la solidarité, face à la répression des pouvoirs publics britanniques vis-à-vis des migrants. Le groupe agi pour soutenir une communauté minoritaire au Royaume-Uni, iels aident les migrants à se faire entendre, alors que les pouvoirs publics font tout pour les faire taire. "Personnes n'est illégal" affirme le groupe sur son site internet.[réf. nécessaire]

#### Une multitude de personnages
Le point central du film est vraiment le combat du groupe LGSM pour les mineurs. On retrouve une dizaine de personnages différents au sein du film. Bien que l'on puisse considérer Mark comme étant le personnage principal car il se présente comme étant le leader du groupe, on entend un peu de l'histoire de plusieurs d'entre eux, sans pour autant se focaliser sur les personnages individuellement. L'histoire converge vers les actions pour la grève.
Néanmoins, les différents membres de LGSM permettent au réalisateur de raconter des histoires individuelles et de faire des portraits de ces personnes se rassemble au sein d'une même communauté, mais qui sont tous très différents, et dont les histoires sont toutes très différentes. C'est une façon de mettre en avant la diversité des chemins suivit par chaque personne, et de la complexité qui fait de chacun ce qu'il est.
Le personnage de Joe (Bromley), un des rares personnages fictifs du film, joué par George MacKay, permet d'aborder la question du coming out et celle du traitement différencié dans la majorité sexuelle au Royaume-Uni (à l'époque, 16 ans pour les relations hétérosexuelles et 21 ans pour les relations homosexuelles).

## Fiche technique
Sauf indication contraire, les informations mentionnées dans cette section peuvent être confirmées par la base de données cinématographiques IMDb,  présente dans la section « Liens externes ».
- Titre original : Pride
- Titre québécois : Pride : Une rencontre improbable[1]
- Réalisation : Matthew Warchus
- Scénario : Stephen Beresford (en)
- Musique : Christopher Nightingale
- Direction artistique : Simon Bowles (en)
- Décors : Mark Raggett
- Costumes : Charlotte Walter
- Photographie : Tat Radcliffe
- Montage : Melanie Oliver (en)
- Production : David Livingstone
- Société de production : Calamity Films
- Sociétés de distribution : Pathé (Royaume-Uni et France), CBS Films (États-Unis)
- Pays de production : Royaume-Uni
- Langue originale : anglais
- Format : couleur - 2,35:1 - son Dolby numérique
- Genre : comédie dramatique et historique
- Durée : 119 minutes
- Dates de sortie :
  - France : 19 mai 2014 (festival de Cannes 2014) ; 17 septembre 2014 (sortie nationale)
  - Royaume-Uni : 12 septembre 2014
  - Québec : 26 septembre 2014[1]
  - Belgique : 19 octobre 2014 (festival international du film de Flandre-Gand) ; 5 novembre 2014 (sortie nationale)
  - DVD (France) : 21 janvier 2015[9]

## Distribution

### Membres de LGSM
- Ben Schnetzer (VFB : Alexandre Crépet) : Mark Ashton, fondateur de LGSM
- Joseph Gilgun (VFB : Michelangelo Marchese) : Michael « Mike » Jackson
- Faye Marsay (VFB : Fanny Roy) : Stephanie « Stef » Chambers
- Dominic West (VFB : Raphaël Anciaux) : Jonathan Blake (en)
- Andrew Scott (VFB : Romain Barbieux) : Gethin Roberts, gérant de la librairie Gay's The Word (en) (qui est dans le film le compagnon de Jonathan Blake. Dans la vie réelle, le compagnon de Jonathan est aussi un membre de LGSM, nommé Nigel Young, les deux personnes ont été fusionnées en une seule dans le film[8])
- Freddie Fox (VFB : Claudio Dos Santos) : Jeff Cole
- Chris Overton (en) : Reggie Blennerhassett
- Joshua Hill : Ray Aller
- George MacKay (VFB : Christophe Hespel) : Joe « Bromley » Cooper, un des rares personnages fictifs du film[8]

### Membres du Women's Support Group
- Imelda Staunton (VFB : Francine Laffineuse) : Hefina Headon (en)
- Jessica Gunning (VFB : Véronique Fyon) : Siân James
- Liz White : Margaret Donovan
- Nia Gwynne (VFB : Colette Sodoyez) : Gail Pritchard
- Menna Trussler : Gwen
- Lisa Palfrey (en) (VFB : Stéphane Excoffier) : Maureen Barry, belle-sœur de Cliff

### Autres personnages
- Bill Nighy (VFB : Daniel Roy) : Cliff Barry
- Paddy Considine (VFB : Olivier Cuvellier) : David « Dai » Donovan
- Monica Dolan : Marion Cooper, mère de Joe
- Matthew Flynn : Tony Cooper, père de Joe
- Olwen Medi : mère de Gethin
- Rhodri Meilir (en) (VFB : Vincent Dussaiwoir) : Martin James
- Karina Fernandez (en) : Stella, qui forme le groupe dissident Lesbians Against Pit Closures (en)
- Jessie Cave : Zoe, petite amie de Stella
- Kyle Rees (en) : Carl Evans, un mineur qui demande à Jonathan des leçons de danse
- Jack Baggs : Gary, ami de Carl
- Jams Thomas : chef du syndicat des mineurs
- Deddie Davies (en) : la vieille dame au bingo
- Russell Tovey : Tim
- Feargal Quinn : Jimmy Somerville

- Version française
  - Société de doublage : Dubbing Brothers

Source VF : Allodoublage

## Bande originale
La bande originale, « musique du film ou inspiré par lui », est composée pour l'essentiel de morceaux de musique anglaise pop et rock du début des années 1980, mais aussi de chants traditionnels du syndicalisme anglais (Solidarity Forever, Bread and Roses, There Is Power in a Union (en)), d'un morceau disco utilisé dans le film (Shame, Shame, Shame) et d'une chanson de 1987, For a Friend (en), composée en la mémoire de Mark Ashton, héros du film et ami des deux musiciens Jimmy Somerville et Richard Coles.
| Disque un | Disque un                      | Disque un                 | Disque un | Disque un | Disque un | Disque un | Disque un | Disque un | Disque un |
| No        | Titre                          | Interprète(s)             | Durée     |           |           |           |           |           |           |
| --------- | ------------------------------ | ------------------------- | --------- | --------- | --------- | --------- | --------- | --------- | --------- |
| 1.        | I Want to Break Free           | Queen                     | 4:23      |           |           |           |           |           |           |
| 2.        | Shame, Shame, Shame            | Shirley & Company         | 3:47      |           |           |           |           |           |           |
| 3.        | Why?                           | Bronski Beat              | 4:04      |           |           |           |           |           |           |
| 4.        | Love & Pride (en)              | King                      | 3:21      |           |           |           |           |           |           |
| 5.        | Relax                          | Frankie Goes to Hollywood | 3:57      |           |           |           |           |           |           |
| 6.        | Tainted Love                   | Soft Cell                 | 2:37      |           |           |           |           |           |           |
| 7.        | West End Girls                 | Pet Shop Boys             | 4:01      |           |           |           |           |           |           |
| 8.        | Karma Chameleon                | Culture Club              | 4:02      |           |           |           |           |           |           |
| 9.        | Pull Up to the Bumper          | Grace Jones               | 4:42      |           |           |           |           |           |           |
| 10.       | You Spin Me Round              | Dead or Alive             | 3:19      |           |           |           |           |           |           |
| 11.       | Freedom                        | Wham!                     | 5:20      |           |           |           |           |           |           |
| 12.       | I Second That Emotion (en)     | Smokey Robinson           | 2:42      |           |           |           |           |           |           |
| 13.       | Walls Come Tumbling Down (en)  | The Style Council         | 3:23      |           |           |           |           |           |           |
| 14.       | Temptation (en)                | Heaven 17                 | 3:26      |           |           |           |           |           |           |
| 15.       | Love Will Tear Us Apart        | Joy Division              | 3:21      |           |           |           |           |           |           |
| 16.       | Pale Shelter (en)              | Tears for Fears           | 4:27      |           |           |           |           |           |           |
| 17.       | Making Plans for Nigel         | XTC                       | 4:12      |           |           |           |           |           |           |
| 18.       | Our Lips Are Sealed (en)       | Fun Boy Three             | 2:53      |           |           |           |           |           |           |
| 19.       | There Is Power in a Union (en) | Billy Bragg               | 2:49      |           |           |           |           |           |           |
| 20.       | Solidarity Forever             | Pete Seeger               | 2:51      |           |           |           |           |           |           |
| 21.       | Across the Great Divide        | Frank Solivan             | 3:54      |           |           |           |           |           |           |
| 01:17:31  |                                |                           |           |           |           |           |           |           |           |

| Disque deux | Disque deux                      | Disque deux                   | Disque deux | Disque deux | Disque deux | Disque deux | Disque deux | Disque deux | Disque deux |
| No          | Titre                            | Interprète(s)                 | Durée       |             |             |             |             |             |             |
| ----------- | -------------------------------- | ----------------------------- | ----------- | ----------- | ----------- | ----------- | ----------- | ----------- | ----------- |
| 1.          | Two Tribes                       | Frankie Goes to Hollywood     | 3:24        |             |             |             |             |             |             |
| 2.          | Blue Monday                      | New Order                     | 4:04        |             |             |             |             |             |             |
| 3.          | For a Friend (en)                | The Communards                | 4:36        |             |             |             |             |             |             |
| 4.          | All of My Heart (en)             | ABC                           | 4:49        |             |             |             |             |             |             |
| 5.          | Do Ya Wanna Funk (en)            | Sylvester                     | 3:29        |             |             |             |             |             |             |
| 6.          | Red Red Wine                     | UB40                          | 3:00        |             |             |             |             |             |             |
| 7.          | Genius of Love (en)              | Tom Tom Club                  | 3:28        |             |             |             |             |             |             |
| 8.          | Homosapien (en)                  | Pete Shelley                  | 4:34        |             |             |             |             |             |             |
| 9.          | Hard Times                       | The Human League              | 4:54        |             |             |             |             |             |             |
| 10.         | I Travel                         | Simple Minds                  | 4:03        |             |             |             |             |             |             |
| 11.         | A New England                    | Kirsty MacColl                | 3:48        |             |             |             |             |             |             |
| 12.         | Waiting for the Love Boat        | Associates                    | 4:26        |             |             |             |             |             |             |
| 13.         | Ghosts (en)                      | Japan                         | 4:32        |             |             |             |             |             |             |
| 14.         | Living on the Ceiling (en)       | Blancmange                    | 4:03        |             |             |             |             |             |             |
| 15.         | Robert De Niro's Waiting... (en) | Bananarama                    | 3:41        |             |             |             |             |             |             |
| 16.         | Keep On Keepin' On!              | The Redskins                  | 3:52        |             |             |             |             |             |             |
| 17.         | Are You Ready to Be Heartbroken  | Lloyd Cole and the Commotions | 3:05        |             |             |             |             |             |             |
| 18.         | Across the Bridge                | Christopher Nightingale       | 1:40        |             |             |             |             |             |             |
| 19.         | Autumn Montage                   | Christopher Nightingale       | 1:25        |             |             |             |             |             |             |
| 20.         | Homecoming                       | Christopher Nightingale       | 2:50        |             |             |             |             |             |             |
| 21.         | Bread and Roses                  | Bronwen Lewis                 | 1:55        |             |             |             |             |             |             |
| 01:15:38    |                                  |                               |             |             |             |             |             |             |             |

## Accueil

### Accueil critique
Pride a rencontré un accueil critique très favorable, obtenant 92 % d'avis favorables sur le site Rotten Tomatoes, basés sur 120 commentaires collectés et une note moyenne de 7,6⁄10 et un score de 79⁄100 sur le site Metacritic, basé sur 36 commentaires collectés. En France, il obtient une note moyenne de 3,7⁄5 sur le site AlloCiné, à partir de l'interprétation de 19 critiques de presse collectées.

### Box-office
| Pays ou région | Box-office      | Date d'arrêt du box-office | Nombre de semaines |
| -------------- | --------------- | -------------------------- | ------------------ |
| Mondial        | 16 015 340 USD  | 11 octobre 2015            |                    |
| Royaume-Uni    | 6 331 824 USD   | 20 novembre 2014           | 8                  |
| France         | 183 223 entrées | 28 septembre 2014          | 2                  |

## Distinctions

### Récompenses
- Festival de Cannes 2014 : Queer Palm[17]
- Festival international du film de Flandre-Gand 2014 : Prix du public « Port de Gand »[18]
- Festival international du film de Leyde (en) 2014 : Prix du public[19]
- British Independent Film Awards 2014[20] :
  - Meilleur film
  - Meilleur acteur dans un second rôle pour Andrew Scott
  - Meilleure actrice dans un second rôle pour Imelda Staunton
- Dorian Awards 2014[21] :
  - Film LGBTQ de l'année
  - Film méconnu de l'année
- British Academy Film Awards 2015[22] :
  - Meilleur nouveau scénariste, réalisateur ou producteur britannique pour Stephen Beresford (en) (scénariste) et David Livingstone (producteur)

### Nominations
- British Independent Film Awards 2014 :
  - Meilleur réalisateur pour Matthew Warchus
  - Meilleur acteur dans un second rôle pour Ben Schnetzer
  - Meilleur espoir pour Ben Schnetzer
  - Meilleur scénario pour Stephen Beresford (en)
- Dorian Awards 2014[21] : Film of the Year
- British Academy Film Awards 2015[22] :
  - Meilleur film britannique
  - Meilleure actrice dans un second rôle pour Imelda Staunton
- Golden Globes 2015[23] : Meilleur film musical ou de comédie
- London Film Critics Circle Awards 2015 (en) : Film britannique de l'année
- 30e Artios Awards[24] : « Outstanding Achievement in Casting - Feature Film Studio or Independent Comedy » pour Fiona Weir
- GLAAD Media Awards 2015 : Meilleur film
- Irish Film and Television Awards 2015 : Meilleur acteur dans un rôle secondaire pour Andrew Scott
- David di Donatello 2015 : Meilleur film de l'Union européenne

### Sélections
- Festival de Cannes 2014 : Quinzaine des réalisateurs
- Festival international du film de Toronto 2014 : sélection « Special Presentations »
- Festival du film de Hambourg 2014 : film d'ouverture
- Festival international du film de Bergen 2014
- Festival international du film de Kiev Molodist 2014 : sélection « Sunny Bunny International Competition »
- Festival international du film de Hong Kong 2015
- Festival international du film d'Istanbul 2015

#### Ouvrage
- (en) Mark Hooper et Peter Buckley (dir.), The Rough Guide to Rock, Rough Guides, 2003, 3e éd., 1225 p. (ISBN 978-1-84353-105-0, lire en ligne)
- Horvat, A. (2021), Remebering queer activism, dans Screening queer memory : LGBTQ pasts in contemporary film and television (1e éd., pp 103–135), Bloomsbury academic

#### Articles
- (en) Dan Brightmore, « The Story Behind the Making of Pride – Producer and Cast Q&A », NME,‎ 12 septembre 2014 (lire en ligne)
- (en) Jamie Doward, « The real-life triumphs of the gay communist behind hit movie Pride », The Guardian,‎ 21 septembre 2014 (lire en ligne)
- (en) Patrick Healy, « An Unlikely Alliance at the Barricades : ‘Pride’ Recalls Alliance Between Gay Activists and Miners », The New York Times,‎ 18 septembre 2014 (lire en ligne)
- (en) Kate Kellaway, « When miners and gay activists united: the real story of the film Pride », The Guardian,‎ 31 août 2014 (lire en ligne)
- Didier Lestrade, « «Pride»: le meilleur film gay de 2014 », sur Slate, 26 décembre 2014
- Julien Massillon, « Pourquoi un chef d’établissement a interdit à des élèves de voir “Pride” », Yagg,‎ 16 janvier 2015 (lire en ligne)
- Didier Roth-Bettoni, « Une brève histoire des films sur le coming-out », Yagg,‎ 28 juin 2018 (lire en ligne)
- Olga Volfson, « À Londres, la jeune génération queer s'empare de « Lesbians and Gays Support the Miners » après le film « Pride » », Komitid,‎ 16 mai 2018 (lire en ligne)